# Kabinett Merkys

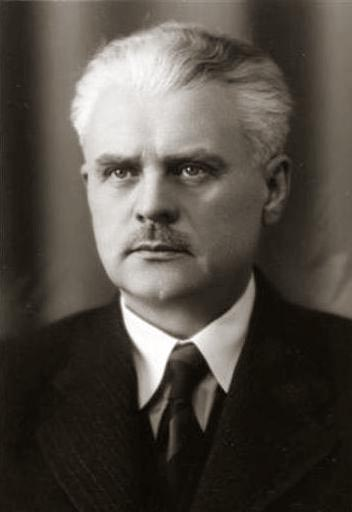
Ministerpräsident Antanas Merkys

Das Kabinett Merkys war die 21. litauische Regierung, geleitet von Antanas Merkys. Sie arbeitete von 1939 bis 1940. 

## Zusammensetzung
| Stellv. Ministerpräsident | Kazys Bizauskas       |
| Finanzen                  | Ernestas Galvanauskas |
| Außen                     | Juozas Urbšys         |
| Innen                     | Kazys Skučas          |
| Justiz                    | Antanas Tamošaitis    |
| Verteidigung              | Kazys Musteikis       |
| Verkehr                   | Jonas Masiliūnas      |
| Bildung                   | Kazimieras Jokantas   |
| Landwirtschaft            | Juozas Audėnas        |